# Eduard von Türckheim

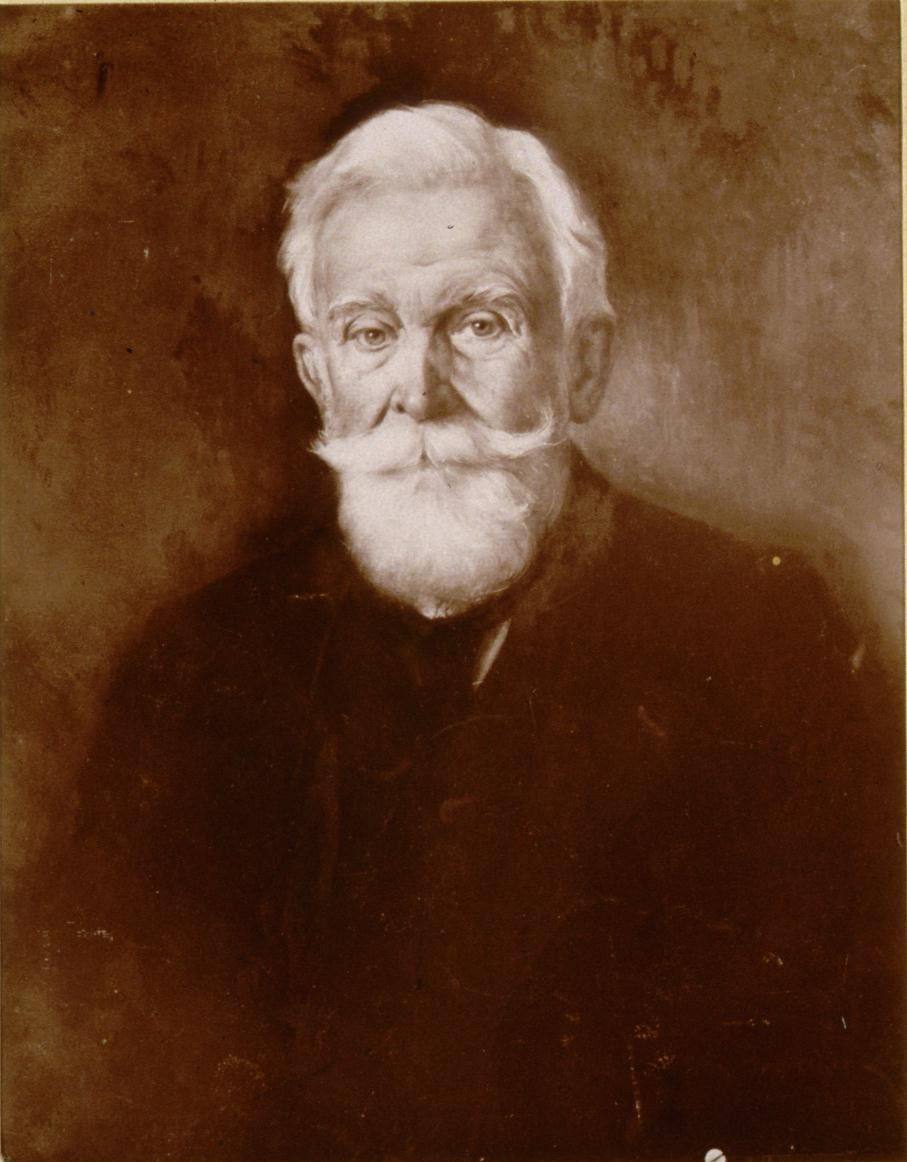
Eduard Freiherr von Turckheim

Eduard Freiherr von Türckheim (* 16. Februar 1829 in Straßburg; † 17. April 1909 in Dachstein) war ein Unternehmer und elsässischer Politiker.

## Leben

### Herkunft
Eduard von Türckheim war der zweite Sohn von Heinrich von Türckheim (1789–1849), der ein Sohn von Bernhard Friedrich von Türckheim, Banker und von 1809 bis 1810 Finanzminister des Großherzogtums Baden war, und Lili Schönemann. Seine Mutter war Gräfin Luise von Degenfeld-Schonburg (1804–1858) die Tochter von Gustav Eugen von Degenfeld-Schonburg und der Maria Anna von Berlichingen. Ein Bruder war Wilhelm von Türckheim, Oberst und Stabsoffizier der General Rapp.
Eduard von Türckheim übernahm 1873 die Leitung der Dietrich-Gruppe von seinem zweiten Schwiegervater, Albert von Dietrich, und arbeitete mit dessen drei Söhnen – Albert, Eugen und Charles – in den metallurgischen Betrieben von Niederbronn-les-Bains zusammen. Ab 1880 war er dort für die Finanzverwaltung verantwortlich. Er engagierte sich sowohl im Eisenbahnbau jenseits der Vogesen, mit dem Ziel, das Unternehmen eines Tages seinem ältesten Sohn zu übergeben, als auch im Automobilbau. Aufgrund seines geringen Kapitals in der neuen Unternehmung blieb die Automobilindustrie in seiner Zeit jedoch ein Randgeschäft. Dennoch war sein Sohn Adrien, der zum Studium nach Frankreich geschickt wurde, um dem deutschen Militärdienst zu entgehen, unter der Aufsicht von Eugen de Dietrich der Initiator dieser neuen Sparte der Société de Dietrich et Cie de Lunéville.
Politisch spielte er eine Rolle bei den Verhandlungen über die Zukunft des Elsass. 1871 war er Teil einer Delegation von Straßburger Notabeln, die bei Kanzler Bismarck für die Interessen der Region eintraten. Später wurde er von Kaiser Wilhelm I. in den Staatsrat von Elsass-Lothringen berufen, unter der Bedingung, vom Eid befreit zu werden. Unter der Regierung von Marschall Manteuffel setzte er sich als Vermittler für die Bevölkerung Nordelsassʼ ein. 1887 legte er sein Amt nieder, da er die diskriminierenden Bestimmungen und die ungerechten Passvorschriften für Elsass-Lothringer nicht länger hinnehmen wollte.
Von 1876 bis 1887 war er Bürgermeister von Niederbronn-les-Bains. 1905 zog er sich auf das Schloss Dachstein zurück, das er restaurierte. Für seine Verdienste wurde er mit dem Ritterkreuz der Ehrenlegion ausgezeichnet, eine Ehre, die ihm 1860 von Kaiserin Eugénie verliehen wurde.

### Familie
Türckheim heiratete am 4. März 1866 Amelie von Dietrich (1841–1874), mit ihr hatte er fünf Kinder. Er heiratete 1875 in zweiter Ehe die Freiin Frida von Dietrich (* 21. Juli 1850 in Niederbronn; † 23. September 1936 in Dachstein), Tochter von Albert von Dietrich und Adelaid von Stein.